# Euxoa powelli
Euxoa powelli är en fjärilsart som beskrevs av Charles Oberthür 1912. Euxoa powelli ingår i släktet Euxoa och familjen nattflyn. Inga underarter finns listade i Catalogue of Life.